# Let me cry
「Let me cry」（レット・ミー・クライ）は、韓国のポップ歌手チャン・グンソクのシングル。2011年4月27日にポニーキャニオンから発売された。

## 背景
この歌はキム・ジョンチュン、加藤哉子、チェ・チュルホによって書かれた。オリコンチャート並びにビルボードのセールスチャートで初登場1位を獲得。Japan Hot 100では初登場2位を記録した。オリコンチャートにおいて、海外歌手のデビュー作初登場1位はこれが初である。
当初は2011年3月23日に発売予定だったが、東北地方太平洋沖地震の影響で4月27日に延期された。カップリングの「Bye Bye Bye」は本人出演のサントリー「ソウルマッコリ」のCM曲として起用された。

## チャート成績
2011年4月26日付けの日本レコード協会による着うたフルのダウンロード数を集計したRIAJ有料音楽配信チャートで、初登場38位、5月10日付け（4月27日からの2週分の合算）で18位を記録。フィジカルでは、5月9日付けのビルボードJapan Hot 100で初登場2位、Hot Singles Salesでは初登場1位を記録した。また、同日付けのオリコンチャートにおいても初動売上11.9万枚で初登場1位を記録。ソロデビュー作での初登場1位はKaoru Amaneの「タイヨウのうた」以来4年7ヶ月ぶりで史上5人目。男性ソロ歌手のデビュー作の初登場1位は近藤真彦の「スニーカーぶる〜す」以来30年4ヶ月ぶりで史上2人目。海外アーティストではグループ、ソロ通じて初である。また、初登場週以外を含めても海外アーティストがデビュー作で首位を獲得したのはノーランズの「ダンシング・シスター」以来30年5ヶ月ぶりとなる。

## 収録曲
| #         | タイトル                         | 作詞                         | 作曲                 | 編曲      | 時間  |
| --------- | -------------------------------- | ---------------------------- | -------------------- | --------- | ----- |
| 1.        | 「Let me cry」                   | キム・ジョンチュン、加藤哉子 | キム、チェ・チュルホ | キム      | 4:17  |
| 2.        | 「Bye Bye Bye」                  | ソ・ヒョンイル、キム、加藤   | チェ、ソ             | ソ        | 4:42  |
| 3.        | 「Oh my Darling!」               | キム                         | キム、チェ           | キム      | 3:10  |
| 4.        | 「Let me cry」(Instrumental)     | キム、加藤                   | キム、チェ           | キム      | 4:16  |
| 5.        | 「Bye Bye Bye」(Instrumental)    | ソ、キム、加藤               | チェ、ソ             | ソ        | 4:42  |
| 6.        | 「Oh my Darling!」(Instrumental) | キム                         | キム、チェ           | キム      | 4:02  |
| 合計時間: | 合計時間:                        | 合計時間:                    | 合計時間:            | 合計時間: | 24:38 |

| #         | タイトル                               | 作詞                         | 作曲                 | 編曲      | 時間  |
| --------- | -------------------------------------- | ---------------------------- | -------------------- | --------- | ----- |
| 1.        | 「Let me cry」                         | キム・ジョンチュン、加藤哉子 | キム、チェ・チュルホ | キム      | 4:17  |
| 2.        | 「Bye Bye Bye」                        | ソ・ヒョンイル、キム、加藤   | チェ、ソ             | ソ        | 4:42  |
| 3.        | 「一緒に作ったメロディ」               | キム                         | キム、チェ           | キム      | 4:00  |
| 4.        | 「Let me cry」(Instrumental)           | キム、加藤                   | キム、チェ           | キム      | 4:16  |
| 5.        | 「Bye Bye Bye」(Instrumental)          | ソ、キム、加藤               | チェ、ソ             | ソ        | 4:42  |
| 6.        | 「一緒に作ったメロディ」(Instrumental) | キム                         | キム、チェ           | キム      | 4:02  |
| 合計時間: | 合計時間:                              | 合計時間:                    | 合計時間:            | 合計時間: | 26:17 |

| #  | タイトル                                        | 作詞 | 作曲・編曲 |
| -- | ----------------------------------------------- | ---- | ---------- |
| 1. | 「レコーディング&ジャケット撮影メイキング映像」 |      |            |